# Komenda/Edina/Eguafo/Abirem District
Komenda/Edina/Eguafo/Abirem ist einer von 13 Distrikten der Central Region von Ghana. Der Distrikt liegt an der Küste des Golfs von Guinea, westlich der Stadt Cape Coast. Der Name des Distriktes verweist auf die vier traditionellen „Staaten“ Komenda, Edina, Eguafo und Abrem auf seinem Gebiet. Diese traditionellen Gebiete haben an ihrer Spitze jeweils ein traditionelles Oberhaupt (einen Omanhene), der noch heute gewisse Funktionen in seinem „Staat“ ausübt. Bedeutendste Stadt ist das geschichtsträchtige Elmina.
Der Distrikt entstand 1988 durch Abtrennung aus dem ehemaligen Distrikt Cape Coast Municipal Council.

## Bevölkerung
Die Bevölkerung gehört in überwiegender Mehrheit zu den Akanvölkern, hauptsächlich gesprochen werden hier das in der gesamten Central Region dominierende Fanti und Twi.
Im Distrikt finden sich 158 Siedlungen, von denen zwei nach ghanaischen Kriterien städtischen Charakter, d. h. mehr als 5000 Einwohner haben: Elmina mit 21 103 und Komenda mit 12 278. Von Bedeutung sind daneben noch Agona Abrem mit 4990 und Kissi mit 4874 Einwohnern. In diesen vier Orten leben also bereits nahezu 40 % der Bevölkerung des Distriktes.

## Geschichte
Der gesamte Distrikt kam bereits früh in Kontakt mit den Europäern. Die Portugiesen errichteten 1482 in Elmina ihre erste Festung im Afrika südlich der Sahara, das Fort Fort São Jorge da Mina, Niederländer und Briten errichteten weitere Festungen in Elmina und Kommenda. Diese jahrhundertelange europäische Einfluss zeigt sich heute noch in verbreiteten niederländischen, britischen oder portugiesischen Nachnamen an diesem Küstenabschnitt.
Die Geschichte des Distriktes spaltet sich dann auf in die Geschichte der drei Fantestaaten Komenda, Eguafo und Abrem, die als Teil der Fanti-Konföderation über Jahrhunderte im Konflikt mit Elmina und seinem Verbündeten, dem Volk der Aschanti des Landesinneren, standen. Gemeinsam ist ihnen die Verbindung ihrer Geschichte mit dem Sklavenhandel, bei dem sie sich als Zwischenhändler betätigten. Zur Geschichte Elminas siehe dort den Abschnitt Geschichte, zu den Fantestaaten siehe Fanti-Konföderation.

## Wirtschaft
Landwirtschaft, Fischerei, Tourismus, Handel und die Verarbeitung landwirtschaftlicher Produkte und von Fischen sind die wichtigsten Wirtschaftszweige des Distriktes.
Der landwirtschaftliche Bereich ist noch von traditionellen Methoden, kleinen Anbauflächen und Subsistenzwirtschaft geprägt. Gut 50 000 Menschen sind hier beschäftigt, 86 % der Fläche des Distriktes sind landwirtschaftlich nutzbares Land. In einigen tief liegenden Gebieten wird Zuckerrohr angepflanzt, und man bemüht sich um die Rekultivierung der in den 1980er Jahren durch eine Baumkrankheit zerstörten Kokosnuss-Plantagen. Viehhaltung ist verbreitet (Rinder, Schafe, Schweine, Ziegen, Geflügel), allerdings nicht im kommerziellen Maßstab.
Der traditionell bedeutende Fischfang leidet unter einem Mangel an Kühlungsmöglichkeiten (nur in Elmina gibt es zwei Kühlhäuser). Fisch wird daher zur Konservierung entweder geräuchert oder auch zu Fischpulver verarbeitet. 
In der Stadt Elmina arbeitet die Mehrheit der Beschäftigten offiziell im öffentlichen Sektor. Tatsächlich aber ist die Mehrheit hier im nicht erfassten, informellen Sektor beschäftigt. Obwohl die goldenen Zeiten des Handelszentrums Elmina vorbei sind, spielt der Handel mit dem direkten Umland, aber auch mit den Händlern aus den benachbarten Distrikten für die Stadt heute noch eine große Rolle, insbesondere bei Fisch und Salz.

## Infrastruktur
Der Distrikt wird von der gut ausgebauten Küstenstraße durchzogen, die mehrere Abzweige nach Elmina aufweist. Während die Straßenverbindung von Elmina nach Takoradi asphaltiert und in gutem Zustand ist, sind die Verbindungen nach Kumasi und ins nahegelegene Cape Coast in schlechtem Zustand.
Es gibt nur wenige Telefon- und Internetverbindungen sowie Faxmöglichkeiten in Elmina. Mobiltelefone sind das bestimmende Kommunikationsmittel, der Netzempfang ist größtenteils gegeben.
In Elmina sind mehrere Radiostationen zu empfangen, Fernsehempfang ist beschränkt auf Ghana Television (GTV) und per Satellit eine südafrikanische Station.

## Klima und Umwelt
Im Distrikt fallen geringere Niederschlagsmengen als im Landesinneren oder den westlich anschließenden Gebieten. Die Küste ist durch Mangrovenwälder, sumpfige Abschnitte und Lagunen gekennzeichnet, küstenferner beginnt die Baumsavanne. Der natürliche Baumbestand hier besteht aus Wawa, Mahagoni, Odum-Baum, Kyekyen, Edinam, Otie, Danta und Onyina Koben, die teilweise auch wirtschaftlich genutzt werden.
Der Waldbestand ist insgesamt bedroht durch Holzeinschlag für Feuerholz- und Holzkohlegewinnung (für heimischen Bedarf, aber auch zur Fischräucherung) sowie durch die Ausdehnung landwirtschaftlich genutzter Fläche.
Diese Entwicklung hat auch negative Auswirkungen auf das Grundwasser. Grund- wie Oberflächenwasser ist in Quantität wie Qualität durch menschliche Aktivitäten, etwa den Einsatz von Agrochemikalien, bedroht. Die Salzgewinnung über Salzpfannen führt zur Vernichtung des Mangrovenbestandes.

## Bedeutende Ortschaften
| - Elmina - Komenda - Abrem Agona - Kissi - Bantoma - Bronyibima - Besease | - Aborodeano - Domenase - Abrem Berase - Dutch Komenda - Ntranoa - Abreshia (Abrehya) - Elmina-Tetteh Kessim | - Essaman Junction - Aboransa - Ampenyi - Abeyee - Eguafo - Amisano. |